# جيسي ليتش
جيسي ليتش (بالإنجليزية: Jesse Leach)‏ هو موسيقي ومغني أمريكي، ولد في 3 يوليو 1978 في بروفيدنس في الولايات المتحدة.

## وصلات خارجية
- جيسي ليتش على موقع IMDb (الإنجليزية)
- جيسي ليتش على موقع ميوزك برينز (الإنجليزية)
- جيسي ليتش على موقع ديسكوغز (الإنجليزية)
- جيسي ليتش على موقع قاعدة بيانات الفيلم (الإنجليزية)